# Stelis macra
Stelis macra är en orkidéart som beskrevs av Rudolf Schlechter. Stelis macra ingår i släktet Stelis och familjen orkidéer. Inga underarter finns listade i Catalogue of Life.